# Прохвосты
«Прохвосты» (итал. I tartassati) — франко-итальянская кинокомедия с Тото в главной роли.

## Сюжет
Владелец дорогого магазина готовой одежды Торкато Пеццелла (Тото) хочет скрыть высокие доходы от налогового ведомства и обращается за помощью к советнику по налогам, синьору Этторе (Луи де Фюнес). Тот помогает ему составить налоговую декларацию так, чтобы избежать уплаты налогов. Однако декларация вызывает недоверие у чиновников, и ведомство направляет в магазин с проверкой самого строгого фининспектора, Фабио Топпони (Альдо Фабрици), который, едва войдя в престижный магазин, понимает, что доходы в декларации сильно занижены. Он тут же начинает разбирать бухгалтерские книги, а Пеццелла и Этторе в панике придумывают спасительный план. Сначала они решают подкупить инспектора, но по ошибке отправляют дорогие подарки его брату. Приняв жену брата Топпони за его жену, они предлагают ей большую скидку в магазине. Узнав об этом, Топпони обвиняет их в подкупе, и им ничего не остаётся, как убедить его, что скидка даётся всем покупателям. В результате клиенты расхватывают товары, а Пеццелла подсчитывает убытки. Тогда Этторе предлагает другой план: Пеццелла должен завести дружбу с Топпони и втереться к нему в доверие. Узнав, что Топпони — заядлый охотник и каждое воскресенье посвящает охоте, они закупают охотничьи принадлежности и отправляются за инспектором. В лесу Этторе задерживается егерем и отправляется в тюрьму за браконьерство, а Пеццелла портит Топпони охоту своей нерасторопностью. Разъярённый Топпони, оставшийся без трофеев, вынужден к тому же подвозить Пеццеллу домой. Разругавшись в дороге, они попадают в аварию и оказываются на больничной койке. Из больницы они действительно выходят хорошими приятелями, и Пеццелла уверен, что больше проблем с налогами у него не будет. Однако его расчёт оказался неверным, даже дружба не может заставить Топпони нарушить закон. По итогам проверки он обязует Пеццеллу выплатить 15 миллионов. Это толкает Пеццеллу и Этторе на преступление — они попросту крадут у Топпони все бумаги. Но после разговора со священником Пеццелла решает вернуть украденное.

## В ролях
- Тото — Торкато Пеццелла
- Альдо Фабрици — Фабио Топпони
- Луи де Фюнес — Эктор «Этторе» Курто
- Анна Кампори — Дора Пеццелла
- Жак Дюфило — директор тюрьмы